# De-Winton-Spitzmaus
Die De-Winton-Spitzmaus (Chodsigoa hypsibia) ist eine Spitzmausart aus der Gattung der Chodsigoa. Sie kommt vor allem im zentralen Süden der Volksrepublik China vor.

## Merkmale
Mit einer Kopf-Rumpf-Länge von 7,3 bis 9,9 Zentimetern zählt die De-Winton-Spitzmaus zu den kleinen bis mittelgroßen Spitzmausarten. Der Schwanz erreicht eine Länge von 60 bis 80 Millimetern und der Hinterfuß von 15 bis 18 Millimetern. Die Rückenfärbung ist einheitlich braungrau, der Bauch ist etwas bräunlicher Der Schwanz ist an der Oberseite grau, an der Unterseite weiß gefärbt.
| 1 | · | 3 | · | 1 | · | 3 | = 28 |
| 1 | · | 1 | · | 1 | · | 3 | = 28 |

Wie alle Arten der Gattung besitzt die Art im Oberkiefer pro Hälfte einen Schneidezahn (Incisivus) und danach drei einspitzige Zähne, einen Vorbackenzahn (Praemolar) und drei Backenzähne (Molares). Im Unterkiefer besitzt sie dagegen einen einzelnen Eckzahn (Caninus) hinter dem Schneidezahn. Insgesamt verfügen die Tiere damit über ein Gebiss aus 28 Zähnen. Die Zahnwurzeln sind wie bei den meisten Rotzahnspitzmäusen rot gefärbt.

## Verbreitung

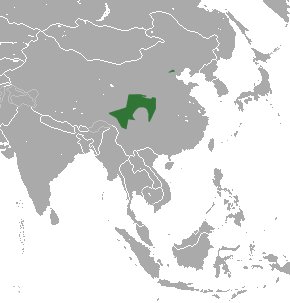
Verbreitungsgebiete der De-Winton-Spitzmaus (grün): Zu beachten ist auch das kleine isolierte Gebiet im Nordosten.

Die De-Winton-Spitzmaus kommt in einem großen Teil der zentralen und südlichen Volksrepublik China im Bereich der Hengduan Shan und des Qin Ling vor, wo sie endemisch ist. Sie ist dort in den Provinzen Sichuan, Yunnan, Shaanxi, Xizang und Hebei sowie in Peking und Gansu verbreitet. Die Population in Hebei ist dabei von anderen Vorkommen isoliert.
Die Höhenverbreitung liegt im Normalfall bei 1200 bis 3500 Metern, in Hebei lebt die Population in einer Höhe von etwa 300 Metern.

## Lebensweise
Über die Lebensweise dieser Art liegen wie bei allen Arten der Gattung nur wenige Daten vor. Wie alle Spitzmäuse ernähren sich auch diese Arten von wirbellosen Tieren. Der Lebensraum in den zentralen Höhenlagen ist sehr divers und besteht aus Höhenzügen und tiefen Tälern, die Spitzmaus lebt in verschiedenen Vegetationsbereichen, darunter auch Wald und Gebüsche.

## Systematik
Die De-Winton-Spitzmaus wird als eigenständige Art innerhalb der Gattung Chodsigoa eingeordnet, die aus acht Arten besteht. Die wissenschaftliche Erstbeschreibung stammt von William Edward de Winton aus dem Jahr 1899, der ein Individuum aus „Yang-liu-pa“ in Sichuan beschrieb.
Innerhalb der Art werden neben der Nominatform Chodsigoa hypsibia hypsibia je nach Quelle keine oder eine weitere Unterart  unterschieden. In letzterem Fall bildet die isolierte Population in Hebei die Unterart  C. h. larvarum während die Nominatform das restliche Verbreitungsgebiet bevölkert.

## Bedrohung und Schutz
Die De-Winton-Spitzmaus wird von der International Union for Conservation of Nature and Natural Resources (IUCN) aufgrund des relativ großen Verbreitungsgebiets sowie der angenommenen Bestandsgröße und der Anpassungsfähigkeit an verschiedene Biotope als nicht gefährdet („least concern“) eingestuft. Konkrete Bestandszahlen und Gefährdungen für die Art sind nicht bekannt.

## Belege
1. 1 2 3 4 5 6 7  Robert S. Hoffmann, Darrin Lunde: De Winton's Shrew. In: Andrew T. Smith, Yan Xie: A Guide to the Mammals of China. Princeton University Press, Princeton NJ 2008, ISBN 978-0-691-09984-2, S. 308.
2. 1 2 3 4 5  Chodsigoa hypsibia in der Roten Liste gefährdeter Arten der IUCN 2013.1. Eingestellt von: A.T. Smith, C.H. Johnston, 2008. Abgerufen am 16. Juli 2013.
3. 1 2 3  Chodsigoa hypsibia. In: Don E. Wilson, DeeAnn M. Reeder (Hrsg.): Mammal Species of the World. A taxonomic and geographic Reference. 2 Bände. 3. Auflage. Johns Hopkins University Press, Baltimore MD 2005, ISBN 0-8018-8221-4.